# محشة

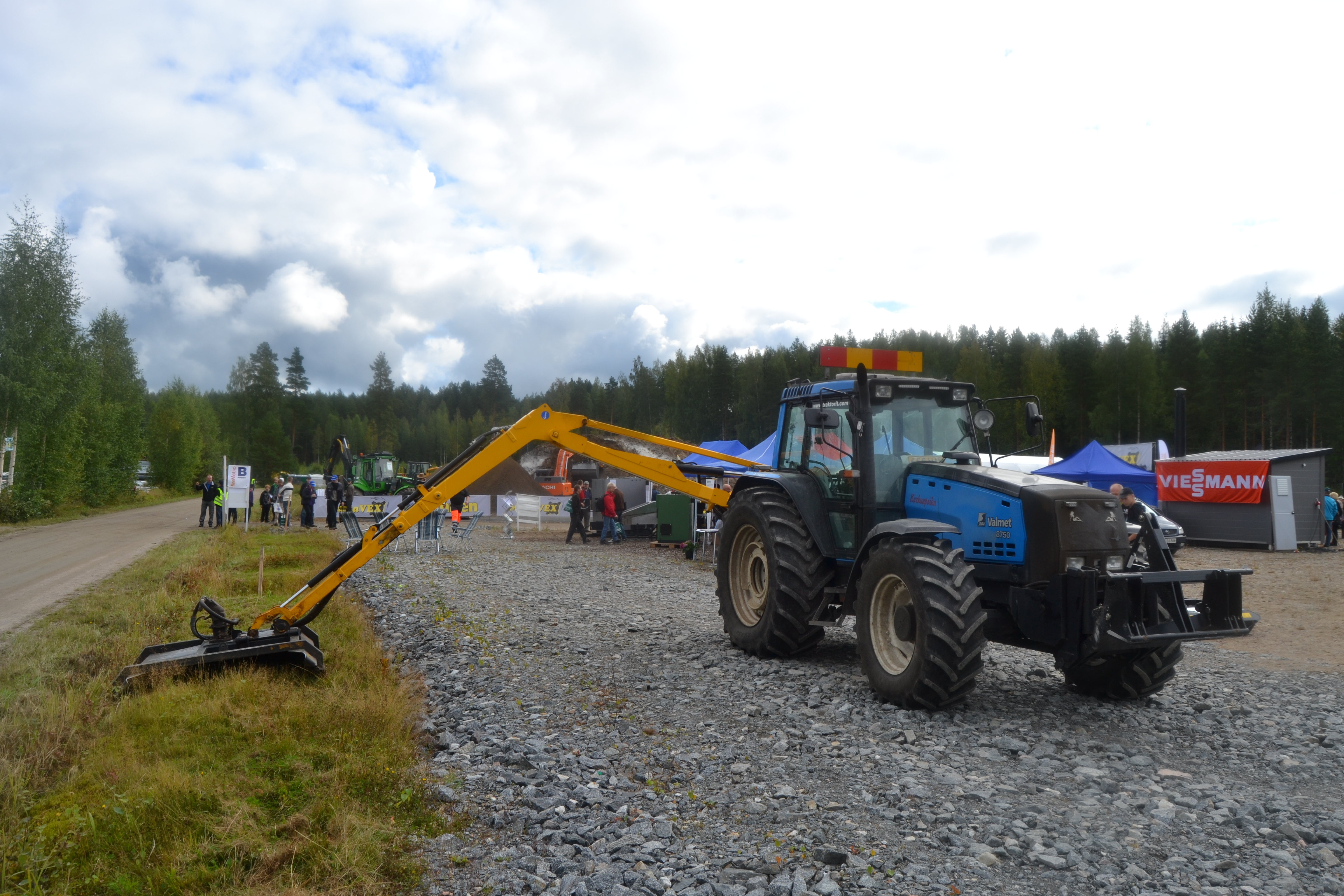
جرار مجهز بمحشة

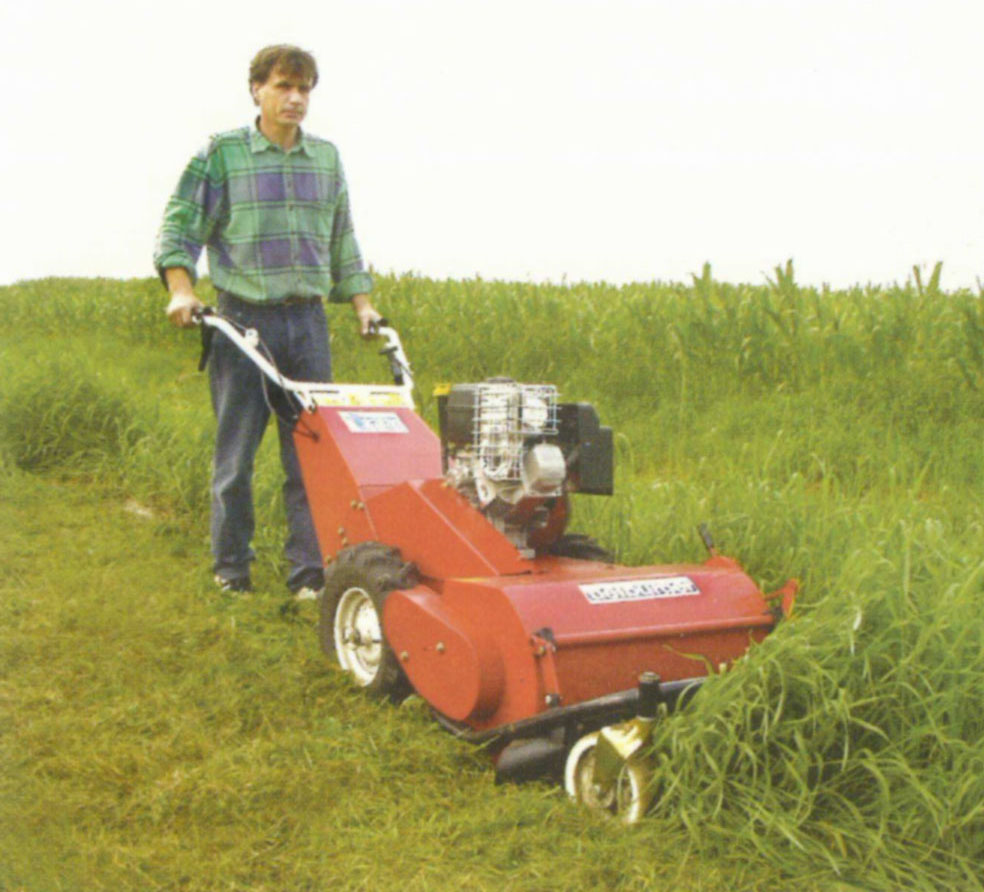
محشة

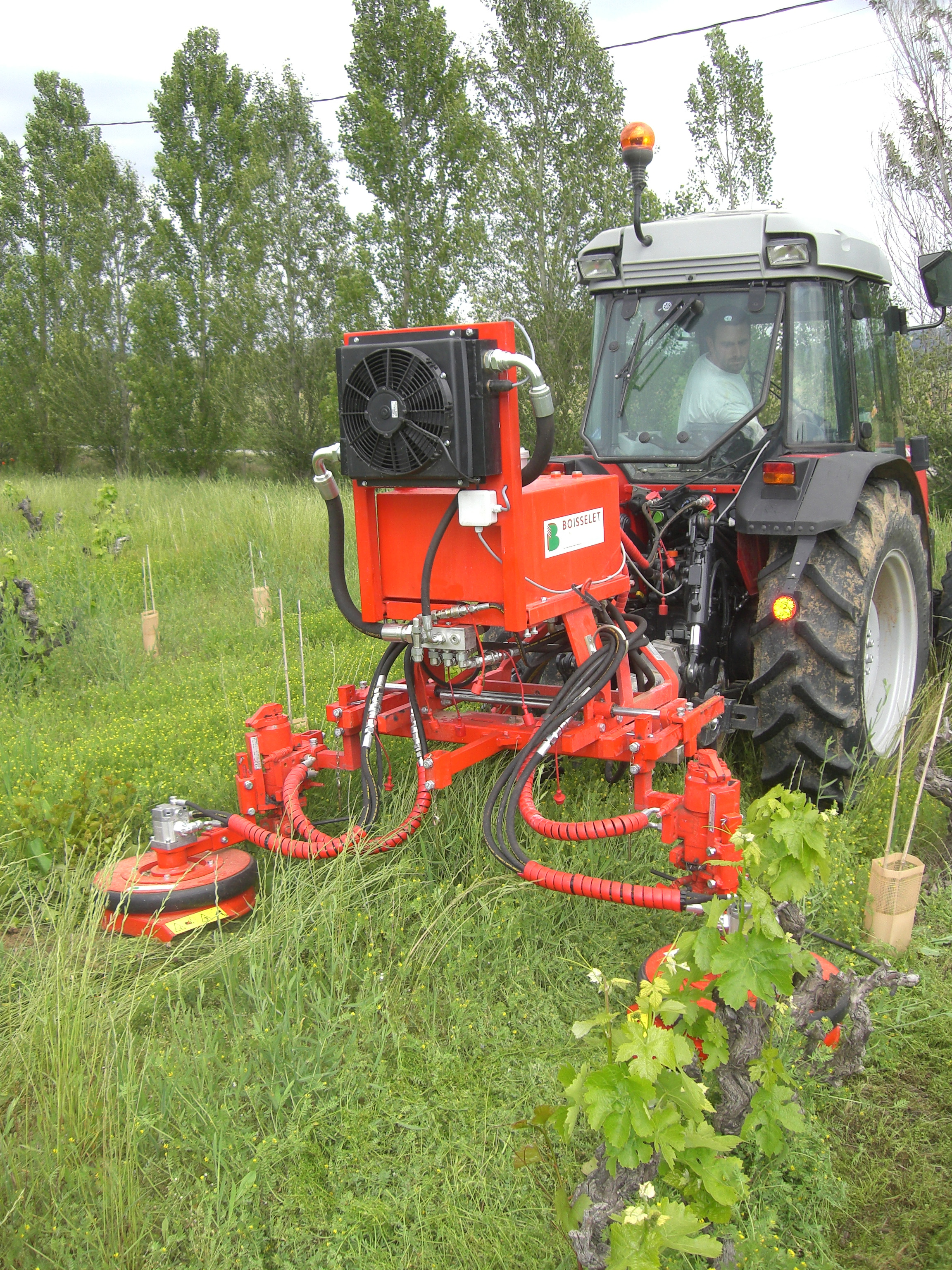
جرار مجهز بمحشة

المِحَشَّة أو المِحَشّ هي آلة زراعية تستَخدم شفرة أو شفرات دوّارة لقص الحشيش.